# Grundig
Grundig AG — немецкий производитель бытовой техники и электроники, принадлежащий Arçelik A.Ş., компании по производству бытовой техники, входящей в состав крупнейшего турецкого конгломерата Koç Holding. Компания производит бытовую технику и средства личной гигиены.

## История

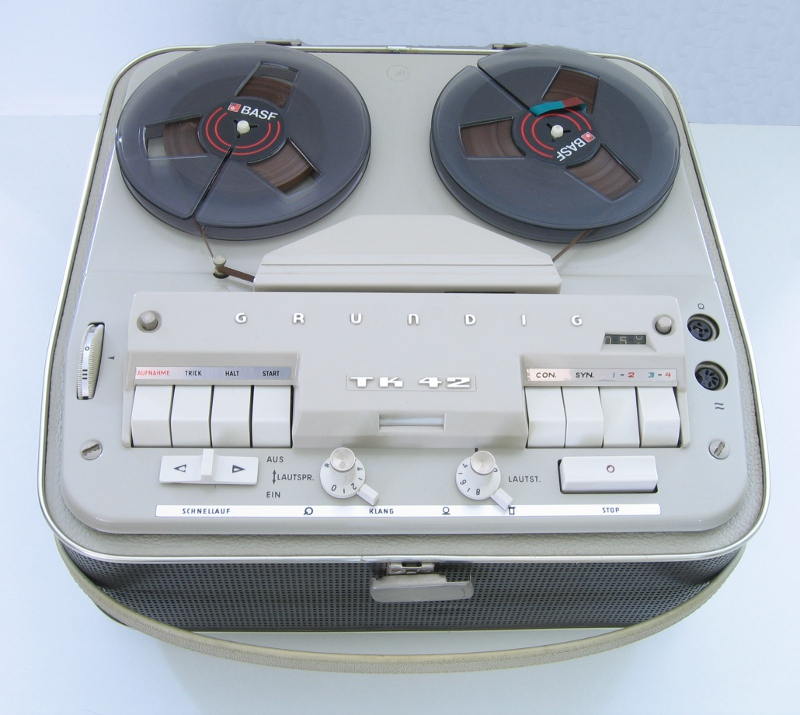
Магнитофон Grundig TK42 (1964)

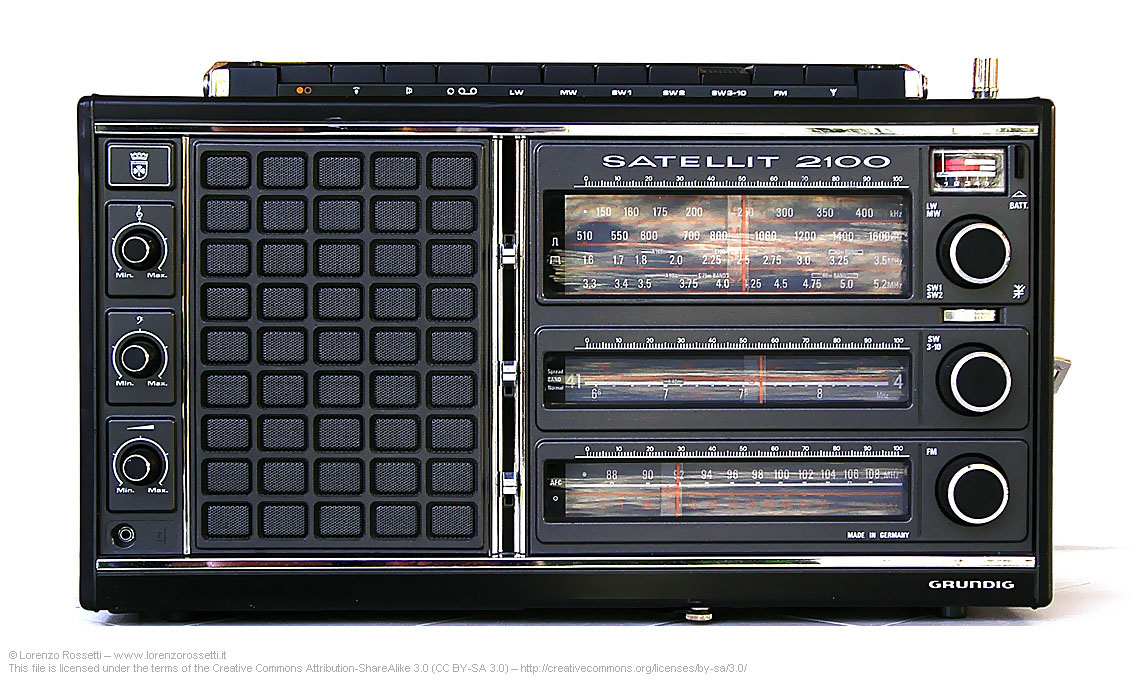
Радиоприёмник Grundig Satellit 2100 (1976)

Компания ведёт свою родословную от компании Furth, Grundig & Wurzer, основанной Максом Грундигом и специализировавшейся на производстве трансформаторов, которые охотно покупала армия нацистской Германии. Компания развернула производство в городе Фюрт (Fürth) и во время Второй мировой войны, как и многие немецкие фирмы, использовала труд военнопленных, однако труд оплачиваемый.
В послевоенные годы компания специализировалась на ремонте радиотехники. В 1947 году компания прошла ребрендинг и получила всемирную известность как Grundig GmbH, специализирующаяся на выпуске радиотехники. К этому времени компания освоила производство радиоприёмников-конструкторов, самым известным из которых стал выпущенный 1949 году портативный радиоприёмник Grundig Boy. Продукцию компании отличали традиционно высокое немецкое качество и внимание к инновациям: первый западногерманский телевизор был выпущен в 1953 году под маркой Grundig. Телевизоры, автомагнитолы и другая техника данной марки заняли прочные позиции на рынке ФРГ, получив распространение далеко за пределами Германии. В СССР техника Grundig продавалась за чеки Внешпосылторга.
В 1990-е годы один из старейших европейских производителей бытовой электроники испытывал большие трудности в конкурентной борьбе с азиатскими производителями. В 1993 году Grundig AG перешла под контроль нидерландской компании Philips, также специализирующейся на выпуске бытовой электроники и техники. Однако уже 1998 году Philips продала Grundig консорциуму германских компаний, в том числе выпускавших электронику. К 2001 году убытки Grundig составили около 150 миллионов евро, компания была признана банкротом.
Британско-турецкая инвестиционная группа выкупила часть обанкротившейся компании. Турецкая телевизионная компания Beko и британская компания Alba, специализирующиеся на производстве бытовой электроники, подписали соглашение о покупке на сумму 80 миллионов евро. В 2007 году Alba продала свою половину бизнеса Beko за 50,3 млн долл., хотя она сохранила лицензию на использование бренда Grundig в Великобритании до 2010 года и в Австралии до 2012 года.
Заводы Grundig находятся в нескольких странах: два в Германии, по одному в Великобритании, Португалии, Австрии и Китае. Всего на них работают 4 тысячи человек. С 2007 года Grundig Elektronik A.S. — турецкая компания в структуре Arçelik.